# Edina Gallovits
Klaudia Edina Gallovits-Hall, nata Klaudia Edina Gallovits (Timișoara, 10 dicembre 1984), è una tennista rumena naturalizzata statunitense.

## Biografia
I suoi genitori sono Gyula-Laszlo (ungherese) e Florica; ha una sorella di nome Alida. Vive ad Atlanta.
Arrivò ad essere 54º al mondo il 28 aprile 2008, mentre in doppio arrivò ad essere 63º quasi un anno dopo, il 6 aprile 2009.
Nel 2008 arrivò ai quarti al Barcelona KIA 2008 - Singolare venendo sconfitta da Marija Kirilenko successiva vincitrice della competizione. L'anno seguente partecipò senza grandi risultati al torneo di Wimbledon 2009 - Singolare femminile
Arrivò alle seminifinali all'Abierto Mexicano Telcel 2010 - Singolare femminile, dopo aver eliminato nei quarti Sharon Fichman Gallovits perse contro Venus Williams che poi vinse la competizione.
In coppia con Sania Mirza vinse Han Xinyun e Liu Wan-ting (7–5, 6–3) la Guangzhou International Women's Open 2010 - Doppio, mentre con Gisela Dulko vinse il Copa Sony Ericsson Colsanitas 2010 - Doppio sconfiggendo in finale Ol'ga Savčuk e Nastas'sja Jakimava con 6–2, 7–6(6).

## Statistiche

### Singolare

#### Sconfitte (1)
| Legenda               |
| --------------------- |
| Grande Slam (0)       |
| Argenti Olimpici (0)  |
| WTA Championships (0) |
| Prima del 2009        |
| Tier I (0)            |
| Tier II (0)           |
| Tier III (0)          |
| Tier IV (1)           |
| Tier V (0)            |

| N. | Data           | Torneo                    | Superficie  | Avversaria in finale | Punteggio |
| 1. | 17 giugno 2007 | Barcelona KIA, Barcellona | Terra rossa | Meghann Shaughnessy  | 3-6, 2-6  |

### Doppio

#### Vittorie (3)
| Legenda               |
| --------------------- |
| Grande Slam (0)       |
| Ori Olimpici (0)      |
| WTA Championships (0) |
| Dopo il 2009          |
| Premier Mandatory (0) |
| Premier 5 (0)         |
| Premier (0)           |
| International (3)     |

| N. | Data              | Torneo                                       | Superficie  | Compagna                | Avversarie in finale             | Punteggio           |
| 1. | 20 febbraio 2010  | Copa Colsanitas, Bogotà                      | Terra rossa | Gisela Dulko            | Ol'ga Savčuk Nastas'sja Jakimava | 6–2, 7–6(6)         |
| 2. | 19 settembre 2010 | Guangzhou International Women's Open, Canton | Cemento     | Sania Mirza             | Han Xinyun Liu Wanting           | 7-5, 6-3            |
| 3. | 19 febbraio 2011  | Copa Colsanitas, Bogotà (2)                  | Terra rossa | Anabel Medina Garrigues | Sharon Fichman Laura Pous Tió    | 2–6, 7–6(6), [11–9] |

#### Sconfitte (1)
| Legenda               |
| --------------------- |
| Grande Slam (0)       |
| Argenti Olimpici (0)  |
| WTA Championships (0) |
| Prima del 2009        |
| Tier I (1)            |
| Tier II (0)           |
| Tier III (0)          |
| Tier IV (0)           |
| Tier V (0)            |

| N. | Data           | Torneo                        | Superficie  | Compagna         | Avversarie in finale           | Punteggio |
| 1. | 14 aprile 2008 | Family Circle Cup, Charleston | Terra verde | Vol'ha Havarcova | Katarina Srebotnik Ai Sugiyama | 2-6, 2-6  |

## Risultati in progressione
| Sigla | Risultato               |
| ----- | ----------------------- |
| V     | Vincitore               |
| F     | Finalista               |
| SF    | Semifinalista           |
| O     | Oro olimpico            |
| A     | Argento olimpico        |
| SF    | Bronzo olimpico         |
| QF    | Quarti di Finale        |
| 4T    | Quarto turno            |
| 3T    | Terzo turno             |
| 2T    | Secondo turno           |
| 1T    | Primo turno             |
| RR    | Round Robin             |
| LQ    | Turno di qualificazione |
| A     | Assente                 |
| ND    | Non disputato           |

| Legenda superfici    |
| -------------------- |
| Cemento              |
| Terra battuta        |
| Erba                 |
| Superficie variabile |

### Singolare
| Tornei del Grande Slam |     |     |               |               |               |     |               |               |               |     |     |      |
| Australian Open        | A   | A   | LQ            | LQ            | 1T            | 2T  | 2T            | 1T            | 1T            | A   | 1T  | 2–6  |
| Open di Francia        | 1T  | LQ  | LQ            | LQ            | 2T            | 1T  | 1T            | LQ            | 2T            | 1T  | A   | 2–6  |
| Wimbledon              |     | 1T  | LQ            | LQ            | 1T            | 2T  | 1T            | 2T            | LQ            | 1T  | A   | 2–6  |
| US Open                | LQ  | LQ  | LQ            | LQ            | 1T            | 1T  | 1T            | 1T            | LQ            | 2T  | A   | 1–5  |
| Vittorie-sconfitte     | 0–1 | 0–1 | 0–0           | 0–0           | 1–4           | 2–4 | 1–4           | 1–3           | 1–2           | 1–3 | 0–1 | 7–23 |
| Giochi Olimpici        |     |     |               |               |               |     |               |               |               |     |     |      |
| Giochi olimpici estivi | ND  | A   | Non disputato | Non disputato | Non disputato | A   | Non disputato | Non disputato | Non disputato | A   | ND  | 0–0  |
| Ranking di fine anno   | 187 | 186 | 129           | 111           | 87            | 84  | 93            | 75            | 124           | 98  |     |      |